# Santa Cruz (Södra Ilocos)
Santa Cruz (Bayan ng Santa Cruz) är en kommun i Filippinerna. Kommunen ligger på ön Luzon, och tillhör provinsen Södra Ilocos. Folkmängden uppgår till 34 433 invånare.

## Barangayer
Santa Cruz är indelat i 49 barangayer.
| - Amarao - Babayoan - Bacsayan - Banay - Bayugao Este - Bayugao Oeste - Besalan - Bugbuga - Calaoaan - Camanggaan - Candalican - Capariaan - Casilagan - Coscosnong - Daligan - Gabor Norte | - Gabor Sur - Lalong - Lantag - Las-ud - Mambog - Mantanas - Nagtengnga - Padaoil - Paratong - Pattiqui - Pidpid - Pilar - Pinipin - Poblacion Este - Poblacion Norte - Poblacion Weste | - Poblacion Sur - Quinfermin - Quinsoriano - Sagat - San Antonio - San Jose - San Pedro - Saoat - Sevilla - Sidaoen - Suyo - Tampugo - Turod - Villa Garcia - Villa Hermosa - Villa Laurencia |